# Reinaldo Sorto Martínez
Reinaldo Sorto Martínez (* 10. März 1961 in Zacatecoluca) ist ein salvadorianischer römisch-katholischer Geistlicher und Militärbischof von El Salvador.

## Leben
Reinaldo Sorto Martínez studierte Philosophie und Theologie am Priesterseminar San José de la Montaña und empfing am 19. Mai 1994 das Sakrament der Priesterweihe für das Erzbistum San Salvador.
Nach weiteren Studien in Rom erwarb er das Lizenziat im Fach Dogmatik. Er war in der Pfarrseelsorge tätig und anschließend für das Militärordinariat von El Salvador Militärkaplan an der Nationalen Akademie für öffentliche Sicherheit. Außerdem war er Dogmatikprofessor am Priesterseminar San José de la Montaña. Vor seiner Ernennung zum Militärbischof war er Generalvikar des Erzbistums San Salvador, Pfarrer der Pfarrei Inmaculada Concepción in San Salvador und Priesterseelsorger des Erzbistums.
Papst Franziskus ernannte ihn am 13. Juni 2024 zum Militärbischof von El Salvador. Der Apostolische Nuntius in El Salvador, Erzbischof Luigi Roberto Cona, spendete ihm am 20. Juli desselben Jahres in der Kathedrale von San Salvador die Bischofsweihe. Mitkonsekratoren waren der Erzbischof von San Salvador, José Luis Escobar Alas, und der emeritierte Weihbischof in San Salvador, Gregorio Kardinal Rosa Chávez. Die Amtseinführung fand am folgenden Tag statt.